# أنقليسية
الأنقليسية (الاسم العلمي: Anguillidae) هي فصيلة أحادية الجنس من الأسماك تتبع رتبة الأنقليسيات من طائفة الأسماك العظمية.

## أجناس
- الأنقليس